# Kurt Daniel
Kurt Daniel (* 26. August 1899 in Saarlouis; † 1984) war ein deutscher Verwaltungsjurist und Ministerialbeamter.

## Leben
Daniel studierte an der Albert-Ludwigs-Universität Freiburg Rechtswissenschaft. 1920 wurde er im Corps Hasso-Borussia recipiert. 1924 wurde er von der Hessischen Ludwigs-Universität Gießen zum Dr. iur. promoviert. Von 1926 bis 1931 war er im Reichswirtschaftsministerium tätig, dann von 1931 bis 1933 im Reichsaufsichtsamt für Privatversicherung. 1933 kehrte er in das Reichswirtschaftsministerium, wo er bis 1945 blieb. Nach dem Zweiten Weltkrieg war er im Internierungslager Moosburg inhaftiert. 1948 nahm er eine Tätigkeit in der Privatwirtschaft auf. 1949 wechselte er in die Landesstelle Nordrhein-Westfalen des Deutschen Amts für Ein- und Ausreisegenehmigungen und noch im selben Jahr in das Bundesministerium für Wirtschaft. Dort war er bis 1950 Leiter des Referats V B 2/6 (Devisenrechtstrafverfahren), von 1950 bis 1953 Leiter des Referats V C 2 bzw. (ab 1953) V D 2 (Devisenrecht, Devisenüberwachung), und von 1954 bis 1964 Leiter der Unterabteilung V B (Außenhandel mit Ländern außerhalb des EZU-Raumes). 1964 schied er im Rang eines Ministerialdirigenten aus dem Staatsdienst aus.

## Ehrungen
- Großes Bundesverdienstkreuz (1966)